# Hartnett
Hartnett (Гартнетт) — з 1949 року австралійський виробник автомобілів. Штаб-квартира знаходиться в місті Джелонг, штат Вікторія. У 1959 році компанія припинила виробництво автомобілів.

## Лоуренс Гартнетт

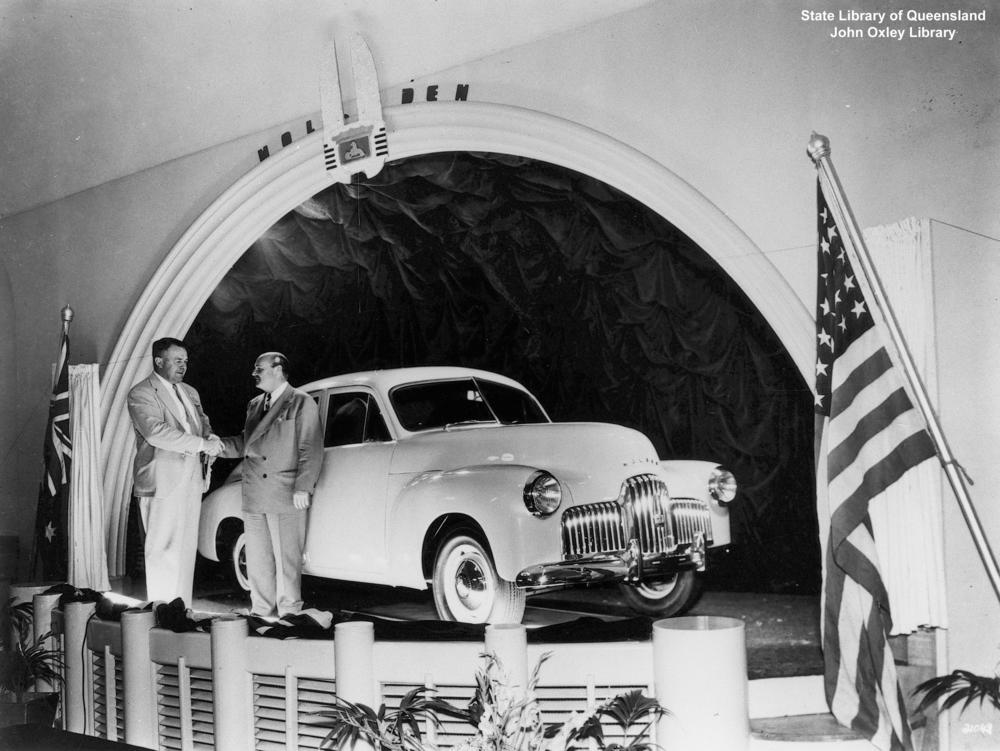
Лоурен Гартнетт (на фото справа)

Лоуренс Гартнетт народився в Англії в 1898 році.
Під час Першої світової він вивчає науку: індустріальне управління, математику, механіку тощо. Проходив практику в фірмі Vickers.
У 1919 році він купує фірму і перейменовує її в Wallington Motor Company, фірма займається купівлею, продажем, орендою, ремонтом мотоциклів, але бізнес йде мляво, і в 1921 році фірма зачиняє двері.
Він перемикає свій інтерес на автомобільну інженерію і вчиться на автоконструктора, попутно працюючи консультантом у фірми, яка закуповує транспорт в Африку.
Але в 1923 році його приймають на роботу в Guthrie and Company. Фірма працює в Південно-Східній Азії, де має каучукові плантації. А також імпортує чай, алкоголь і автомобілі. Гартнетт відповідає за відділ, що займається автомобілями. У його компетенцію входить перевіряти складання автомобілів «Б'юік». Фірма має франшизу на продаж і складання машинокомплектів цієї фірми. Незабаром він відкриває представництво «Б'юіка» в Сінгапурі.
У 1924 фірма отримує непоганий прибуток, тому що на ринку відбувається бум на каучук. Компанія потихеньку втрачає інтерес до автомобільного бізнесу, Гартнетт чує, що може залишитися без роботи, і пише в «Дженерал Моторс», що шукає роботу.
Автомобільний ринок бурхливо розвивається, і компаніям потрібні грамотні продавці, керівництво «Дженерал Моторс» вражене успіхами Гартнетта в Сінгапурі, і пропонує йому очолити відділ продажів в Південній Індії. У 1926 році він їде до Калькутти.

## Компанія Holden під управлінням Лоуренса Гартнетта
«Голден» заснували в 1910 році. Фірма спочатку була кузовобудівною, і в перший час робила кузови для шасі імпортованих до Австралії «Лянч».
Потім великим замовником став «Додж». Під час Першої світової війни поставки шасі утруднені, бо німецькі компанії добре виконували свою роботу.
Після війни поставки шасі поновилися, і фірма стала виробляти кузови для Overland, Chevrolet, Durant, Hupmobile і Dodge. З 1924 року фірма будує кузови виключно для продукції «Дженерал Моторс».
До 1930 року виробництво кузовів падає з 34000 примірників на рік до критичних 1600. В 1931 році її викуповує концерн «Дженерал Моторс».
У 1934 році управляти фірмою відправляють Гартнетта, щоб він вирішив, що робити з компанією, закрити її або розвивати далі. Гартнетт вирішує розвивати бізнес, і в 1935 році фірма під його керівництвом виробляє вже 23000 кузовів, принісши 650000 фунтів стерлінгів компанії. Кузовобудівна фірма була однією з перших, яка виготовила кузов хетчбек, також «Голден» став клепати повністю металеві кузови, що дало новий поштовх в кузовобудуванні автомобілів по всьому світу.
У 1936 році Гартнетт вирішує, що «Голден» повинен почати випуск автомобілів під своїм логотипом, розрахованих конкретно на австралійські умови. Але поки йдуть переговори, починається Друга світова війна.
20 вересня 1944 року Гартнетт представив план: «Дженерал Моторс» — «Голден» — виробник австралійського автомобіля. Гартнетт їде в Детройт, де відстоює свій план — розробка та конструювання автомобілів має відбуватися в Австралії, керівництво GM вважає, що в Австралії треба випускати американські моделі, адаптовані під австралійські потреби. У підсумку після тривалого конфлікту Гартнетт подає у відставку з посту керуючого директора GM-Holden в 1948 році, незадовго до того, як «Голден» почне випускати свій перший автомобіль, тому «Гартнетта» називають батьком «Голдена».

## Заснування компанії Hartnett
У 1949 році Бен Чіфлі — прем'єр міністр Австралії, зустрічається з Гартнеттом, на зустрічі прем'єр каже, що було б не погано, якби у Австралії був по-справжньому свій виробник автомобілів, треба якось зменшити вплив американців на автомобільний ринок Австралії, треба сказати, що «Голден» вже до того часу домінував на ринку Австралії.

## Початок виробництва автомобілів
Гартнетт створює тоді фірму, яку так і назвав. Конструктором автомобіля стає Жан Грегуар. Грегуар будує 2-циліндровий автомобільчик, агрегати якого також використовуються на «Панар Діна».

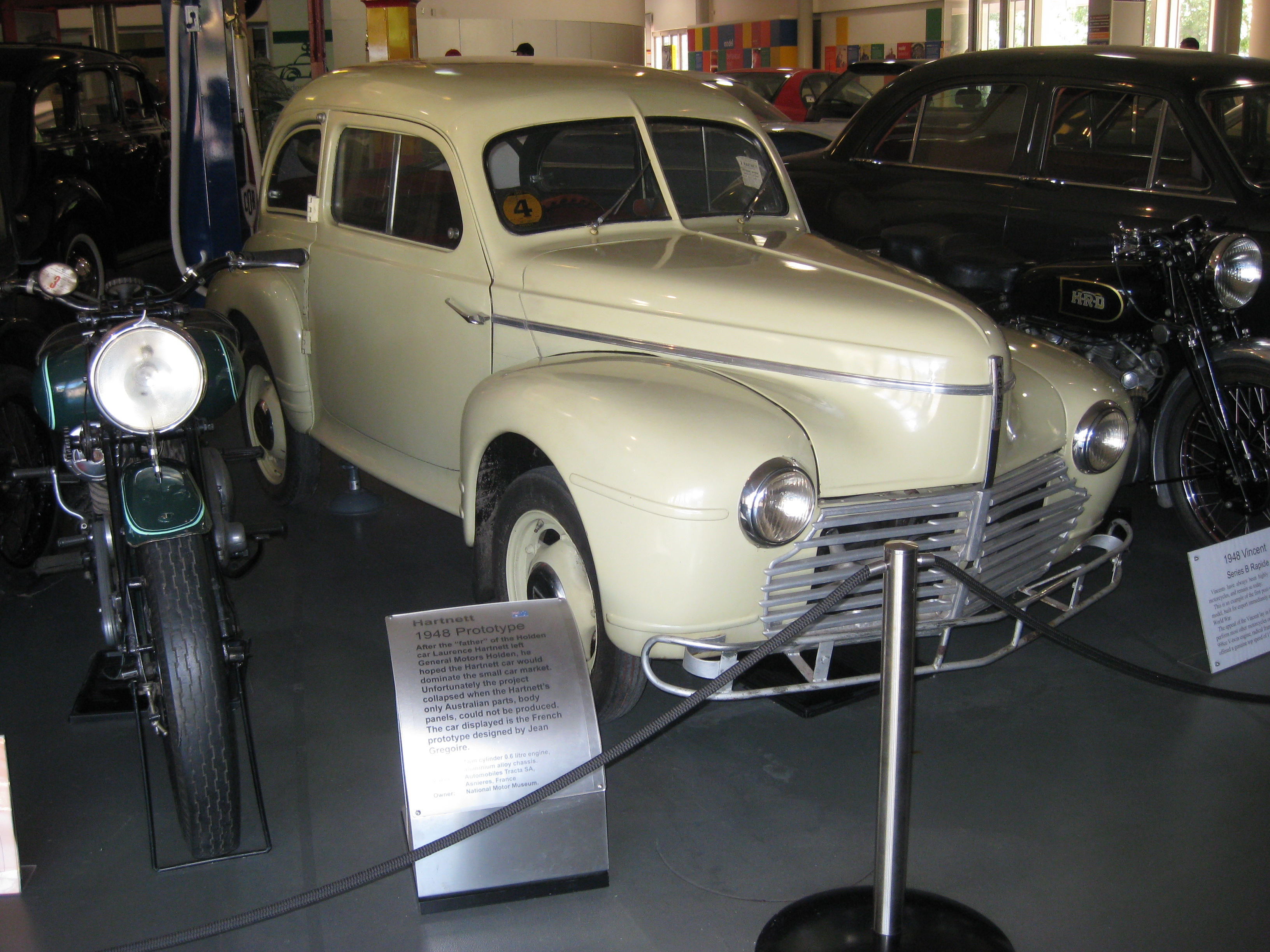
Hartnett Tasman

Кузов збираються робити з алюмінію, який хочуть отримувати методом утилізації (це легкий матеріал, а отже — економічність автомобіля). Машинка має незалежну підвіску всіх коліс. У 1951 році запускаються у виробництво дві моделі: «Тасман» — закритий седан, і «Пасіфік» з м'яким верхом.
У планах Гартнетта було випускати по 2000 машин на рік, але суміжник — Commonwealth Engineering Corporation, який мав постачати кузови, не виконує своїх зобов'язань, і фірмі нічого не залишається, як виготовляти кузови своїми силами, таким чином за 4 роки вдається зібрати всього 120 машин, також Гартнетт випустив обмежену кількість універсалів. Судовий розгляд із суміжником було виграно, але час був упущений.

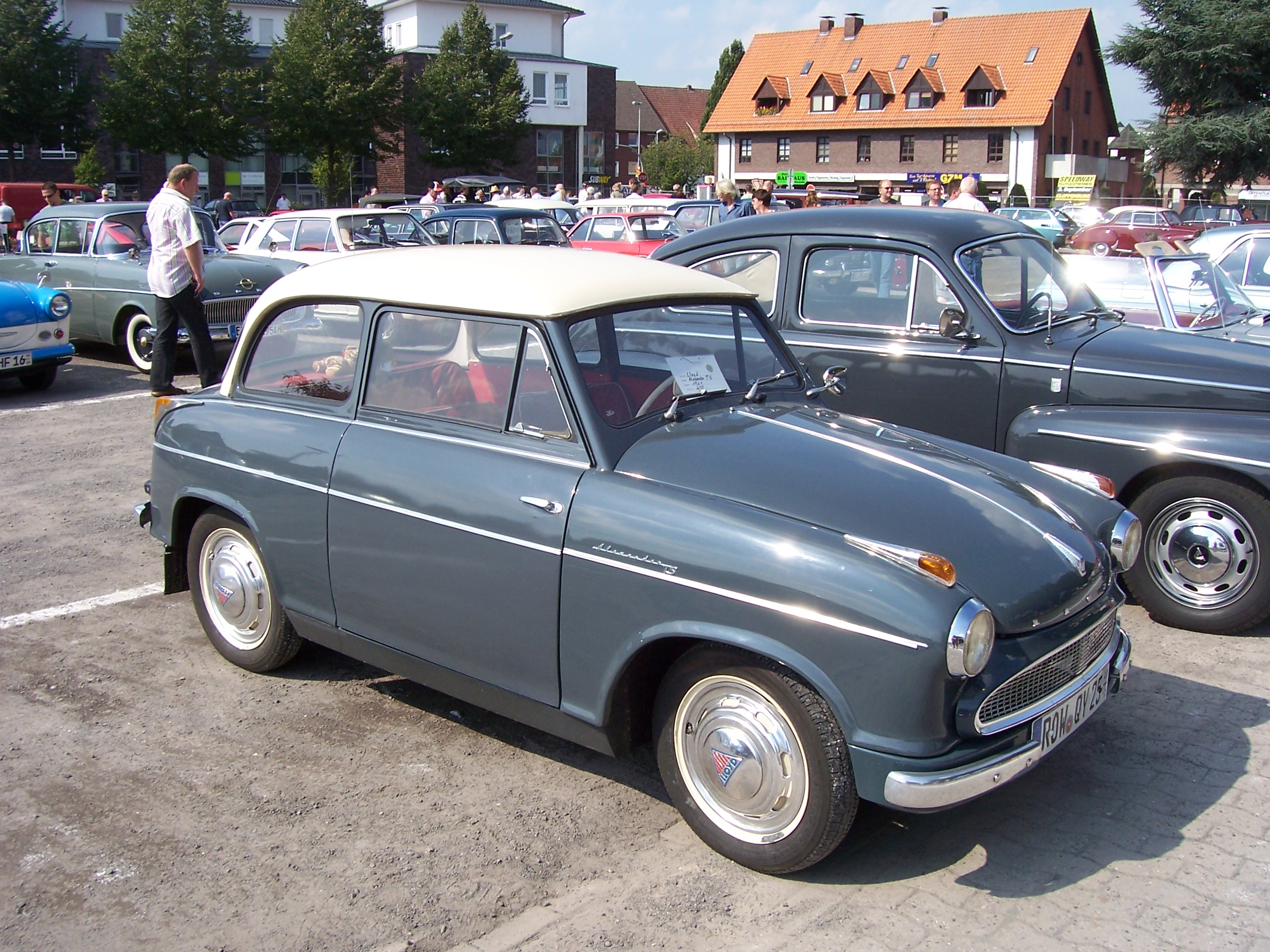
Lloyd-Hartnett

У 1957 році Гартнетт підписує угоду з німецькою фірмою «Ллойд» про виробництво її малолітражок в Австралії. У підсумку «Ллойд Александер» став називатися в Австралії «Ллойд-Гартнетт», седани і універсали збиралися з німецьких комплектуючих.

## Припинення виробництва автомобілів. Закриття компанії
Однак незабаром фірма «Боргвард», якій належить «Ллойд», починає відчувати фінансові труднощі, і в 1959 році припиняються поставки машинокомплектів до Австралії (хоча «Ллойд» проіснував до 1961 року).
Проте за цей час вдалося продати 3000 машин.
У 1960 році Гартнетт відвідує виставку в Мельбурні, де побачив «Датсун Блюберд». Він вирішує почати імпорт японських малолітражок до Австралії, таким чином «Датсуни»/«Ніссани» стали першими японками, які стали продаватися на цьому континенті. У 1966 році Гартнетт хотів почати місцеве виробництво «Ніссанів», але «Ніссан» вирішив виготовляти машини з комплектів, що поставляються з Японії, і волів мати іншого партнера.
У 1967 році королева посвятила Лоуренса Гартнетта в лицарі, за внесок в автомобільну індустрію Австралії.
Помер сер Лоуренс Джон Гартнетт у 1986 році.

## Список автомобілів Hartnett
- 1951 — Hartnett Tasman
  - Hartnett Pacific
- 1957 — Lloyd-Hartnett